# Valleve
Valleve [vaˈlːeːve] (Alév [aˈlef] o Valléf [vaˈlːef] in dialetto bergamasco) è un comune italiano di 123 abitanti della provincia di Bergamo in Lombardia.

## Storia

### Le origini e la prima citazione
Le origini del nome di Valleve hanno probabilmente origini galliche che fanno pensare a Valle di Lefe (dal nome Leufo), in dialetto poi trasformatosi in Vallev' e quindi arrivato fino a noi come il definitivo Valleve. La prima citazione storica documentata sul centro di Valleve è risalente al 1181, quando i primi abitanti praticavano la pastorizia e si dedicavano alla cura delle mandrie durante i periodi estivi.

### Il medioevo
Durante il periodo medievale la zona di Valleve era posta sotto il controllo feudale dei monasteri di Astino e Pontida, ai quali gli abitanti dovevano riconoscere un tributo annuo proveniente dai profitti dell'estrazione di ferro, rame e argento delle miniere locali.

### L'età moderna
Altre date significative per questo piccolo centro sono il 1780 e il 1815 e in entrambi i casi furono sinonimo di tragedie, legate ai ricordi di due enormi valanghe che investirono la cittadina stessa.
Nel 1780 la valanga di neve e terra devastò la chiesa parrocchiale dei santi Pietro e Paolo, facendo numerose vittime.
Nel 1815 la valanga invase invece il letto del fiume Brembo, causandone lo straripamento, sempre nei pressi della chiesa e, anche in questo caso, produsse danni e fece diverse vittime.

### L'età contemporanea
Successivamente, nel 1874, la chiesa parrocchiale ritornò al centro della vita vallevese, diventando rifugio contro la peste del vaiolo che colpì quelle zone, come testimoniano le iscrizioni presenti ancor oggi nella stessa chiesa.
Durante gli anni sessanta numerosi interventi modificarono la morfologia dell'antico borgo medievale, interventi atti a poter accogliere i numerosi turisti diretti alle località sciistiche di Foppolo, San Simone e Carona. Fino a qualche anno fa le tre località erani unite in Bremboski, uno dei principali comprensori sciistici della bergamasca. San Simone, nel comune di Valleve, l'unica delle tre a non essere collegata sci ai piedi alle altre, era nota principalmente per l'ottima qualità della neve dovuta alla sua esposizione e collocazione, all'ombra del Monte Cavallo e del Pegherolo. La località dispone di oltre 20 km di piste servite da 3 seggiovie e 2 skilift su un dislivello di circa 400 metri. Purtroppo, a causa del fallimento della Bremboski gli impianti di San Simone sono stati chiusi nel 2017.

### Simboli
Lo stemma e il gonfalone del Comune di Valleve sono stati concessi il 7 novembre 2005 con decreto del Presidente della Repubblica.
Non avendo uno stemma comunale antico si è optato per l'utilizzo dello stemma dell'antica famiglia nobile dei Cattaneo, presente nello Stemmario Camozzi del 1888, conservato alla Biblioteca Civica di Bergamo, a cui sono stati affiancati una V d'oro, iniziale del nome del comune, e una sbarra di azzurro su fondo di verde a rappresentare il fiume Brembo che scorre nel suo territorio.
Blasonatura stemma:
(D.P.R. del 7 novembre 2005)
Blasonatura gonfalone:

## Società

### Evoluzione demografica
Abitanti censiti

## Amministrazione
| Periodo | Periodo   | Primo cittadino   | Partito                    | Carica      | Note |
| ------- | --------- | ----------------- | -------------------------- | ----------- | ---- |
| 1985    | 1990      | Giovanni Cattaneo | lista civica               | Sindaco     |      |
| 1990    | 1995      | Pietro Cattaneo   | Democrazia Cristiana       | Sindaco     |      |
| 1995    | 1999      | Pietro Cattaneo   | lista civica               | Sindaco     |      |
| 1999    | 2004      | Leandro Eroini    | lista civica               | Sindaco     |      |
| 2004    | 2009      | Santo Cattaneo    | lista civica               | Sindaco     |      |
| 2009    | 2014      | Santo Cattaneo    | lista civica               | Sindaco     |      |
| 2014    | 2018      | Santo Cattaneo    | lista civica Stella alpina | Sindaco     |      |
| 2018    | in carica | Andrea Iannotta   |                            | Comm. pref. |      |

## Galleria d'immagini
|  |  |